# Хю Джакман
Хю Майкъл Джакман (на английски: Hugh Michael Jackman) е австралийски театрален и филмов актьор и продуцент, носител на награди „Сатурн“, „Еми“, „Златен глобус“, 2 награди „Тони“ и 2 награди „Сателит“, номиниран е за „Оскар“ и БАФТА. Освен актьор във филми, Джакман е и добър певец и танцьор с многобройни роли в мюзикъли. През 2004 г. печели Награда Тони за „най-добра мъжка роля“ в мюзикъла „Момчето от страната Оз“ (The Boy from Oz).
Известен е преди всичко с ролята си на Върколака в поредицата „Х-Мен“. През 2008 година е определен от списание „Пийпъл“ (People)  за „Най-секси жив мъж в света“. В най-добрата си форма Джакман е висок 188 см.

## Биография
Роден е на 12 октомври 1968 в Сидни, в семейството на английски емигранти, като най-малкото от 4 деца. Когато е на 8 години, родителите му се развеждат и майка му се връща в Англия. Всички деца остават да живеят с бащата в Австралия.
Като ученик Джакман се занимава активно с баскетбол и даже е капитан на училищния отбор. По-късно учи журналистика в Университета в Сидни и се дипломира като бакалавър; междувременно решава, че предпочита да се посвети на театъра и през 1991 г. се записва на театрални курсове.
Джакман дебютира в телевизията в австралийския сериал „Корели“ през 1994 г. На снимките на сериала се запознава и с бъдещата си съпруга - Дебора-Лий Фърнес. Женят се през април 1996 г. и имат две осиновени деца - Оскар Максимилиан Джакман (р. 15.05.2000 г.) и Ава Елиът Джакман (р. 10.07.2005). Хю и Дебора се разделят през септември 2023 г., а през юни 2025 г. официално се развеждат.
В периода 1994 - 1998 г. Джакман играе в различни мюзикъли („Сънсет булевард“, „Красавицата и звяра“, „Оклахома“ и др.) на сцените в Сидни и Лондон.
През 2000 е избран от Брайън Сингър за ролята на Върколака във фантастичния филм Х-мен (ролята му е на мутант, с регенеративни способности), измествайки Дъгрей Скот. Приема я, въпреки че жена му отначало е против и се прочува с изпълнението си, като световна звезда. Впоследствие участва и в ред продължения, в рамките на същия франчайз. Х-мен Началото: Върколак, 4-тия филм от поредицата за Х-мен излиза през 2009 г. и освен изпълнител на главната роля, Джакман е и негов продуцент. Сред последните филми от тази поредица, в които се снима, е "X-Мен: Апокалипсис"(2016).
През 2001 е поканен да участва, заедно с Мег Райън в романтичната комедия „Кейт и Леополд“ (със сюжет, свързан с пътуване във времето). За ролята на чаровния аристократ Леополд, той е номиниран за наградата "Златен глобус". Същата година се снима и във филма "Парола: Риба меч" (шпионски филм), където си партнира с Джон Траволта.
След кратък период на изяви в на мюзикълите, Джакман се завръща на големия екран през 2003 г. с "Х-мен 2"  и " Ван Хелсинг"(2004). Последният е свързан, с героя-преследвач на вампири и върл враг на Граф Дракула (като литературен, а оттам - и филмов персонаж). През 2006 г. играе в „Престиж“ (фабула е на тема телепортация) и „Х-мен 3“. През 2008 участва в суперпродукцията „Австралия“ с Никол Кидман - действието се развива, в годините на Втората Световна война и засяга нападенията на японците над континента, както и проблемите на местни жители и на тамошните фермери-говедовъди.
Получава много номинации и награда "Златен глобус" за ролята си на Жан Валжан, в драмата "Клетниците"(2012) по едноименния роман на Виктор Юго.
Участва с камео във фентъзи-филма "Нощ в музея: Тайната на гробницата"(2014), - 3-та част от поредицата "Нощ в музея", - където е осмян от "оживелия" легендарен рицар Ланселот за "странното си име", което той не разбира добре и решава, че е Хюдж Акман.

## Филмография
| Филми     | Филми                           | Филми                              | Филми                              | Филми |
| Година    | Филм                            | Оригинално заглавие                | Роля                               | Бележки |
| --------- | ------------------------------- | ---------------------------------- | ---------------------------------- | --- |
| 1999      |                                 | Erskineville Kings                 | Уейс                               | |
| 1999      |                                 | Paperback Hero                     | Джак Уилис                         | |
| 2000      | Х-Мен                           | X-Men                              | Джеймс „Лоуган“ Хаулет / Върколака | - Сатурн за най-добър актьор. |
| 2001      | Кейт и Леополд                  | Kate & Leopold                     | Леополд                            | - номинация – Златен глобус за най-добър актьор в мюзикъл или комедия. |
| 2001      | Някой като теб                  | Someone Like You                   | Еди                                | |
| 2001      | Парола: Риба меч                | Swordfish                          | Стенли Джобсън                     | |
| 2003      | Х-Мен 2                         | X2                                 | Джеймс „Лоуган“ Хаулет / Върколака | - номинация – Емпайър за най-добър актьор. |
| 2004      | Ван Хелсинг                     | Van Helsing                        | Гейбриъл Ван Хелсинг               | |
| 2004      |                                 | Van Helsing: The London Assignment | Гейбриъл Ван Хелсинг (глас)        | анимационен филм |
| 2005      | Историите на изгубените души    | Stories of Lost Souls              | Роджър                             | |
| 2006      | Весели крачета                  | Happy Feet                         | Мемфис (глас)                      | анимационен филм |
| 2006      | Отнесени                        | Flushed Away                       | Роди (глас)                        | анимационен филм |
| 2006      | Престиж                         | The Prestige                       | Робърт Анжие                       | |
| 2006      | Изворът на живота               | The Fountain                       | Томас                              | - номинация – Сатурн за най-добър актьор. |
| 2006      | Сензацията                      | Scoop                              | Питър Лайман                       | |
| 2006      | Х-Мен: Последният сблъсък       | X-Men: The Last Stand              | Джеймс „Лоуган“ Хаулет / Върколака | |
| 2008      | Измама                          | Deception                          | Уайът Боуз                         | също продуцент |
| 2008      |                                 | Uncle Jonny                        | Ръсел                              | |
| 2008      | Австралия                       | Australia                          | The Drover                         | |
| 2009      | Х-Мен началото: Върколак        | X-Men Origins: Wolverine           | Джеймс „Лоуган“ Хаулет / Върколака | също продуцент |
| 2011      | Х-Мен: Първа вълна              | X-Men: First Class                 | Джеймс „Лоуган“ Хаулет / Върколака | |
| 2011      | Снежно цвете и тайното ветрило  | Snow Flower and the Secret Fan     | Артър                              | |
| 2011      |                                 | Butter                             | Бойд Болтън                        | |
| 2011      | Жива стомана                    | Real Steel                         | Чарли Кентън                       | |
| 2012      | Чудната петорка                 | Rise of the Guardians              | Великденският заек (глас)          | анимационен филм |
| 2012      | Клетниците                      | Les Misérables                     | Жан Валжан                         | - Златен глобус за най-добър актьор в мюзикъл или комедия. - номинация – Оскар за най-добра мъжка роля. - номинация – Награда на БАФТА за най-добър актьор в главна роля. - номинация – Сателит за най-добър актьор. - номинация – Сатурн за най-добър актьор. |
| 2013      | Пълен т*шак                     | Movie 43                           | Дейвис                             | |
| 2013      | Върколакът                      | The Wolverine                      | Джеймс „Лоуган“ Хаулет / Върколака | |
| 2013      | Затворници                      | Prisoners                          | Келър Довър                        | |
| 2014      | Х-Мен: Дни на отминалото бъдеще | X-Men: Days of Future Past         | Джеймс „Лоуган“ Хаулет / Върколака | |
| 2015      | Чапи                            | Chappie                            | Винсънт Мур                        | |
| 2015      | Пан                             | Pan                                | Черната брада                      | |
| 2016      | Еди Орела                       | Eddie the Eagle                    | Бронсън Пийри                      | |
| 2016      | X-Мен: Апокалипсис              | X-Men: Apocalypse                  | Джеймс „Лоуган“ Хаулет / Върколака | |
| 2017      | Логан                           | Logan                              | Джеймс „Лоуган“ Хаулет / Върколака | |
| 2024      | Дедпул и Върколака              | Deadpool & Wolverine               | Джеймс „Лоуган“ Хаулет / Върколака | |
| Телевизия |                                 |                                    |                                    | |
| 1994      |                                 | Law of the Land                    | Чарлз Маккрей                      | сериал, 1 епизод |
| 1995      | Корели                          | Correlli                           | Кевин Джоунс                       | сериал, 10 епизода |
| 1995      |                                 | Blue Heelers                       | Брейди Джаксън                     | сериал, 1 епизод |
| 1996      |                                 | The Man from Snowy River           | Дънкан Джоунс                      | сериал, 5 епизода |
| 1998      |                                 | Halifax f.p: Afraid of the Dark    | Ерик Рингър                        | телевизионен филм |
| 1999      |                                 | Oklahoma!                          | Кърли Маклейн                      | телевизионен филм |
| 2007      |                                 | Viva Laughlin                      | Ники Фонтана                       | сериал |
| 2008      |                                 | The Burning Season                 | (разказвач)                        | документален филм |